# 韦斯帕夏诺
韦斯帕夏诺是巴西米纳斯吉拉斯州的一个市镇。总面积70.1平方公里，总人口97436人，人口密度1390人/平方公里。